# オルガノポニコ

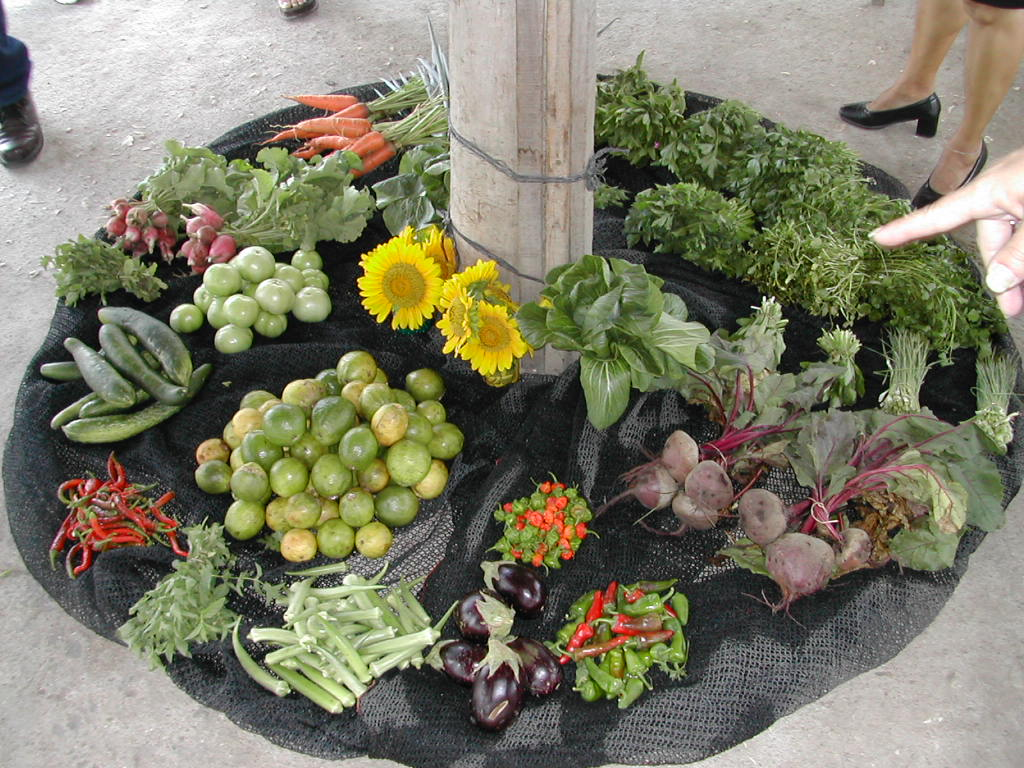
キューバのオルガノポニコにて生産された農作物とひまわり

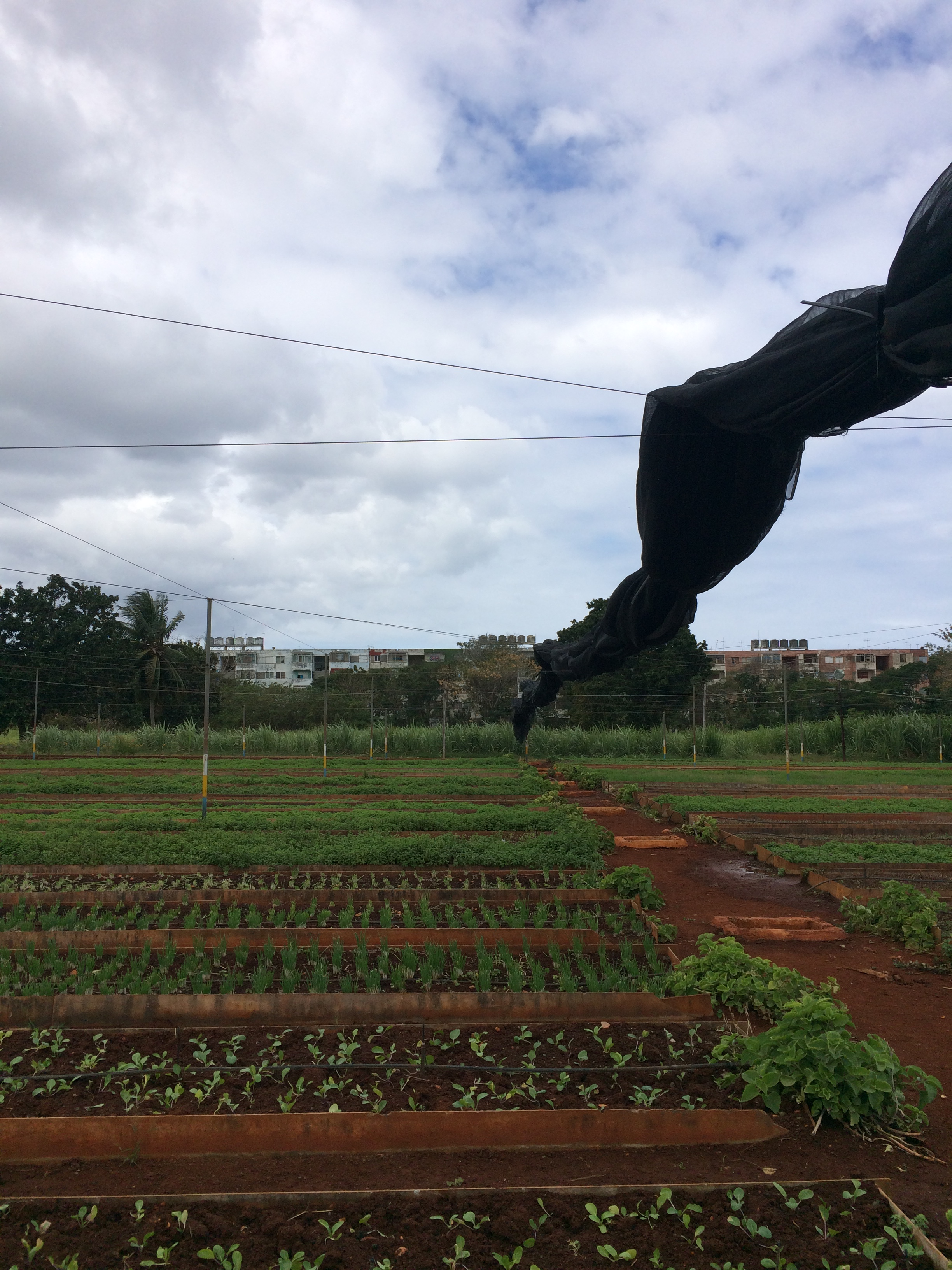
ハバナのアラマー有機農園の畝。背景の街並みに見られるように、多くの有機栽培は都市環境で開発されてきた。

オルガノポニコ（有機栽培）は、有機農園を利用した都市農業のシステムである。キューバが発祥の地で、現在もそのほとんどがキューバで行われている。多くの場合、有機物と 土壌を充填した低層のコンクリート壁で構成され、栽培用培地の表面には点滴灌漑のラインが敷設されている。オルガノポニコは、労働集約型の 地域農業である。
オルガノポニコの農家は、総合的害虫管理、ポリカルチャー、輪作など、さまざまな農業生態学的技術を採用している。また、ほとんどの有機物は堆肥化によって園内で生産される。これによって、石油由来の投入物をほとんど使わずに生産することができる。

オルガノポニコは、ソビエト連邦崩壊後のスペシャル・ピリオドにおいて、食糧安全保障の欠如に対するコミュニティーの反応として生まれた。所有権、アクセス権、管理権という点で公的な機能を持つが、キューバ政府から多額の補助金と支援を受けている。

## 背景

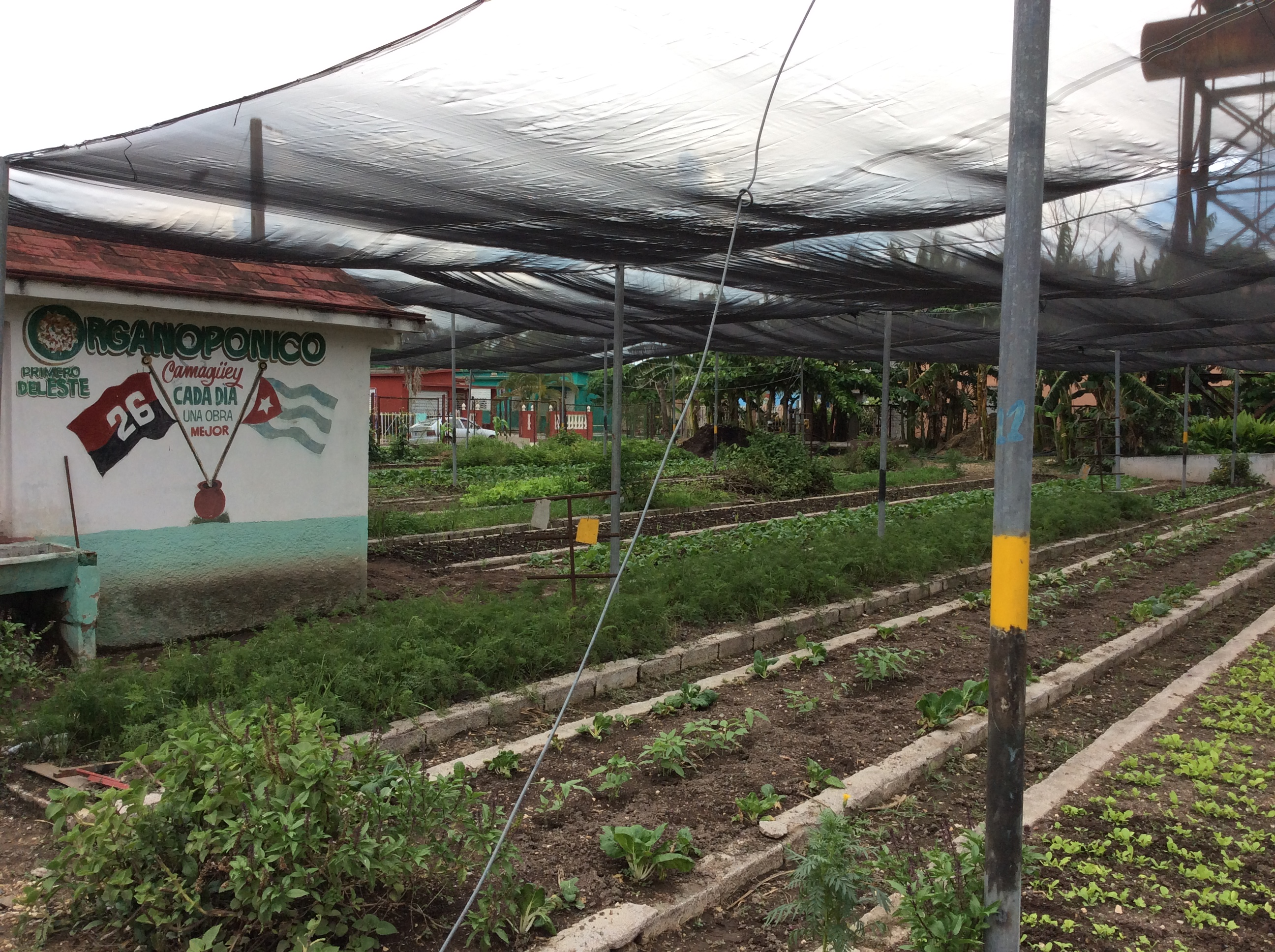
キューバ島中部の都市カマグエイにあるオルガノポニコ

冷戦時、キューバ経済はソ連からの支援に大きく依存していた。キューバは砂糖と引き換えに、石油、石油製品、農薬（肥料や殺虫剤など）、その他の農産物の補助金を受け取っていた。さらに、キューバの食料の約50％は輸入されていた。
キューバの食糧生産は、ソビエト式の大規模な工業的農業集団を中心に組織されていた。 ソビエト連邦崩壊以前、キューバは年間100万トン以上の合成肥料と、最大35,000トンの除草剤と殺虫剤を使用していた。
ソ連の崩壊により、キューバは主要貿易相手国を失い、ソ連から受けていた有利な貿易補助金、石油、化学肥料、農薬などの入手手段を失った。1989年から1993年にかけて、キューバ経済は35％縮小し、対外貿易は75％減少した。ソ連の援助がなくなり、国内の農業生産は半減したのである。
キューバではスペシャル・ピリオドとして知られるこの時期、食糧不足が深刻化した。一人当たりの平均摂取カロリーは、1989年の1日2,900キロカロリーから、1995年には1,800キロカロリーに減少した。タンパク質の消費量は40％激減した。
これに対処するため、キューバは食料生産を増やす方法を模索し始めた。これは、小規模な個人農園や、何千もの小規模の都市型市場菜園の創設を通じて行われた。
多くの化学物質や肥料がないため、多くの食料は事実上の有機農法となった。パルセロス（区画という意味）と呼ばれる何千もの新しい都市型個人農家が出現した。彼らは農民組合やファーマーズ・マーケットを結成し、発展させた。これらの都市農家は、キューバ農業省（MINAGRI）の支援を受け、大学の専門家がボランティアに生物農薬や益虫の使い方を指導した。
人工肥料がなくなったため、ソ連製の水耕栽培設備はもはや無用の長物となった。代わりに、有機園芸用に改造された。もともとの水耕栽培装置は、長いセメント製の植え付けトラフや金属製の高さのある容器で、そこに堆肥化した砂糖くずで満たされ、こうしてヒドロポニコ（水耕栽培）がオルガノポニコ（有機栽培）に変わった。
1990年代初頭の都市農業の急速な拡大には、コミュニティと商業グループの両方による空き地の占有地化が含まれる。ハバナでは、空き地、古い駐車場、放棄されたビル用地、さらには道路と道路の間のスペースにオルガノポニコが作られた。

## 現況

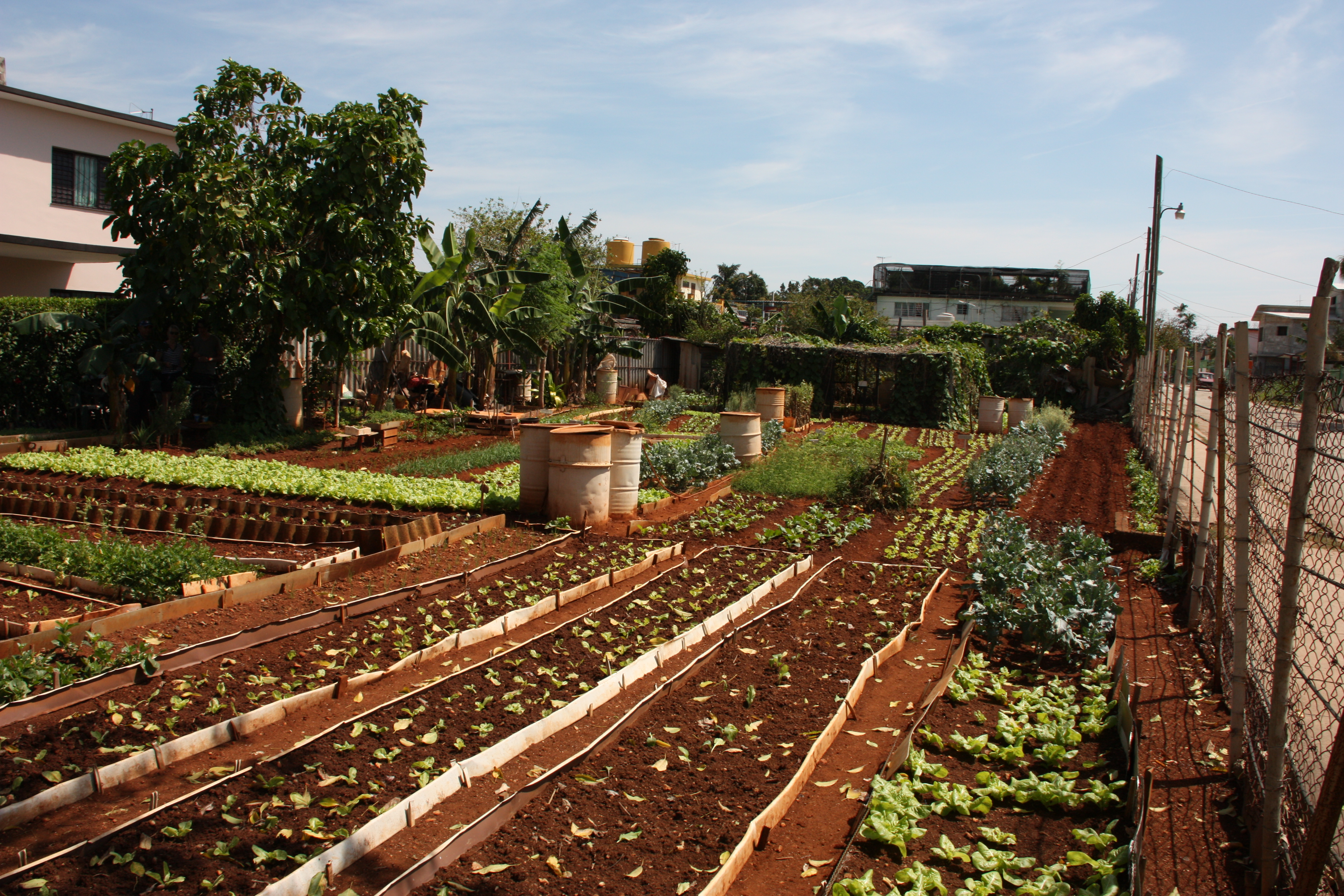
首都ハバナにおける小規模農園

2009年には、ハバナだけで35,000ヘクタール（87,000エーカー）以上の土地が都市農業に利用されている。

ハバナでは、住民一人当たり一日280グラム（9.9オンス）の果物や野菜を食べるのに十分な食糧が生産されている。ハバナの都市農業従事者は、1999年の9,000人から2001年には23,000人、2006年には44,000人以上に増加した。
しかし、キューバではいまだに基本的な主食の食糧配給が行われている。これらの配給された基本的な主食（小麦、植物油、米など）の約69％は輸入されているが、全体としては、食料の約16％が海外から輸入されている。
オルガノポニコの構造は園によって異なる。国の職員が運営するところもあれば、農園主が協同で運営するところもある。政府は地域の農家に土地と水を提供し、有機堆肥、種子、灌漑用部品、益虫や植物由来の油の形をした「生物防除剤」と呼ばれる有機農薬などの主要資材を販売する。
これらの生物病害虫防除剤は、全国約200カ所の政府センターで生産されている。豆類、トマト、バナナ、レタス、オクラ、ナス、タロイモなどの園芸作物はすべて、ハバナ市内で唯一許可されている有機農法のみで集中的に栽培されている。
キューバ産トウモロコシの68％、キャッサバの96％、コーヒーの72％、バナナの40％で化学薬品が使用されていない。1998年から2001年の間に、ジャガイモで60％、トマトで89％、タマネギで28％、タバコで43％の化学薬品が削減された。
オルガノポニコへの取り組みは、主に政府の農業政策という広い観点から、一部の著者によって否定的に評価されている。2012年の『エコノミスト』誌の記事はこう述べている：
キューバの農業に対する国家の支配力は悲惨なものだ。キューバの670万ヘクタールの農地のうち、75％をさまざまな種類の国営農場が占めている。2007年には、その約45％が遊休地となり、その多くがマラブーという粘り強い雑草に覆われていた。キューバはラテンアメリカで唯一、牛を殺すことが犯罪とされている国である（牛肉を食べることは稀な贅沢である）。そのため、1967年には700万頭いた牛の数が、2011年には400万頭にまで減少している。—エコノミスト
同記事は、2012年の時点で、生産性を向上させる広範な計画の一環として、農業を民営化し、オルガノポニコを解体する計画があったと主張している。
  しかし、2018年現在、オルガノポニコはキューバ農業システムの活発な構成要素であり続けている。

## キューバ以外への適用性
ベネズエラでは、社会主義政府が都市農業を民衆に紹介しようとしている。

首都カラカスでは、政府はベネズエラにオルガノポニコの農法を導入するための試験的プログラムであるオルガノポニコ・ボリバルIを開始した。しかしカラカスでは都市農業は受け入れられていない。
オルガノポニコが必然的にボトムアップで生まれたキューバとは異なり、ベネズエラのオルガノポニコはキューバの成功に基づいたトップダウンの取り組みである。ベネズエラの都市農業のもう一つの問題は、主要都市部の汚染である。オルガノポニコ・ボリバルIでは、技術者が15日ごとに園内の汚染メーターを記録している。